# Hitzschlag bei Menschen

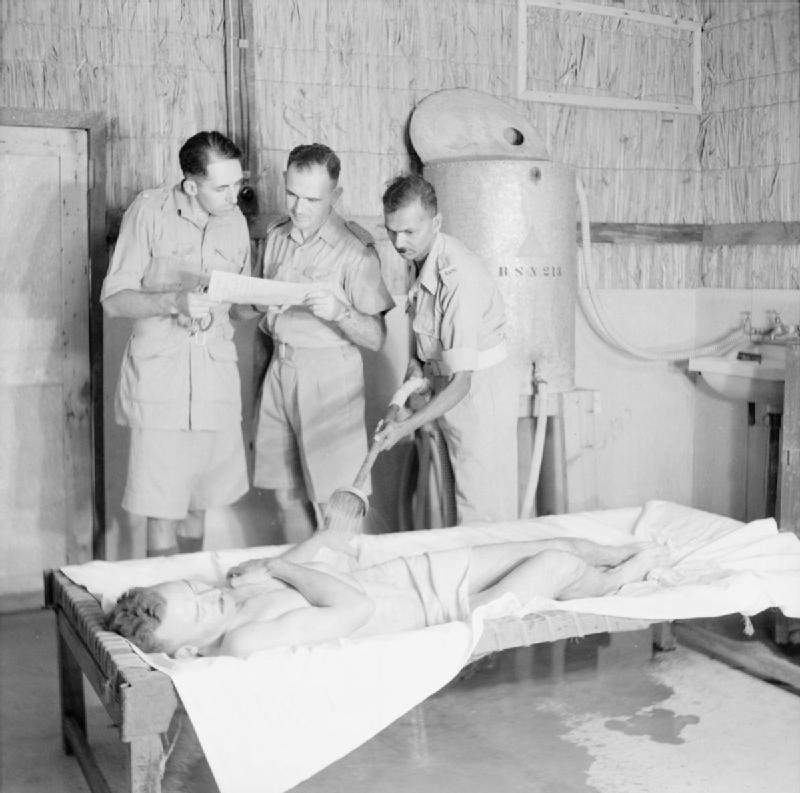

Ein Hitz(e)schlag ist ein lebensbedrohlicher Hitzeschaden des Menschen mit einer Erhöhung der Körperkerntemperatur auf über 40 °C mit Bewusstseinsstörung (Verwirrtheit, Delir und Koma, aber auch Krampfanfälle) durch hohe Umgebungstemperaturen (klassischer Hitzschlag) oder übermäßige körperliche Aktivität (anstrengungsbedingter Hitzschlag). Klassische Hitzschläge treten zum einen in heißen Klimazonen bei nicht akklimatisierten Personen auf und zum anderen während sommerlicher Hitzewellen in gemäßigten Klimazonen, wo sie in diesen Phasen einen großen Anteil der zusätzlichen hitzebedingten Todesfälle ausmachen. Der klassische Hitzschlag betrifft vor allem Kinder und ältere, vorerkrankte Menschen, während anstrengungsbedingte Hitzschläge typischerweise junge, ansonsten gesunde Erwachsene ereilen: Sportler, Militärangehörige und Berufstätige mit schwerer körperlicher Arbeit. Beim Hitzschlag werden die Möglichkeiten des Körpers, Wärme an seine Umgebung abzugeben, überfordert, wodurch die Körpertemperatur unkontrolliert steigt. Die durch die Hitze entstehenden Schäden an den Körperzellen lösen eine systemische Entzündungsreaktion aus, die zu weiteren Schäden an den Organen führt. Daraus kann sich ein zum Tode führendes Multiorganversagen entwickeln. Bei Älteren mit klassischem Hitzschlag soll die Sterblichkeit über 50 % liegen, bei Jüngeren mit anstrengungsbedingten Hitzschlägen unter 5 %
Die einzige ursächliche Therapie ist die rasche Kühlung auf Temperaturen unter 39 °C. Hitzschläge sind durch Verhaltensmaßnahmen vermeidbar. Während Hitzewellen sollte man sich immer wieder im Kühlen aufhalten und zusätzliche kalte Duschen nehmen, sich angemessen kleiden und körperliche Anstrengung meiden. Freunde, Familienmitglieder und Nachbarn sollten auf gefährdete Personen achten. Beim Sport gilt es, das Training an die eigene Belastbarkeit anzupassen und außerhalb der höchsten Tageshitze zu trainieren.
Durch die globale Erwärmung werden weltweit häufigere und längere Hitzewellen erwartet. Bei steigenden Treibhausgasemissionen könnten im Jahr 2100 bis zu drei von vier Menschen weltweit an mehr als 20 Tagen im Jahr extremer Hitze ausgesetzt sein.

## Verbreitung und Risikofaktoren
Genaue Zahlen zur Häufigkeit von Hitzschlägen und Todesfällen durch Hitzschläge gibt es nicht, da die Krankheit zu selten richtig diagnostiziert wird und nur am Lebenden zu diagnostizieren ist. Nach dem Eintritt des Todes ist die Diagnose nicht mehr sicherzustellen. Zwar wird der klassische Hitzschlag vom anstrengungsbedingten Hitzschlag unterschieden, in der Praxis spielen aber häufig beides – äußere Hitze und übermäßige körperliche Aktivität – bei der Entstehung des Hitzschlages eine Rolle, die beiden Formen überlappen sich also. Hitzschläge sind sehr viel seltener als mildere Formen von Hitzeschäden wie die Hitzeerschöpfung.

### Klassischer Hitzschlag
Klassische Hitzschläge sind in heißen Klimazonen ein bekanntes Phänomen bei nicht Akklimatisierten. Anhand des Haddsch, der großen islamischen Pilgerfahrt nach Mekka in Saudi-Arabien, die zu unterschiedlichen Zeitpunkten des Sonnenjahres stattfindet, konnte das saisonale Auftreten von Hitzschlägen unter Pilgern gezeigt werden: In den Jahren 1980 bis 1985 verschob sich der Zeitpunkt des Haddsch vom Oktober in den August. Entsprechend nahm die Zahl der Hitzschläge von 22 auf 251 pro 100.000 Pilger zu. Für das Jahr 1985 konnten von knapp 1800 Todesfällen an den Pilgerstätten etwa 1000 auf Hitzschläge zurückgeführt werden. Die Hitzschläge trafen fast ausschließlich Pilger von außerhalb Saudi-Arabiens, die an die durchschnittlichen Tageshöchsttemperaturen von 54 °C nicht angepasst waren.
In gemäßigten Klimazonen treten Hitzschläge während sommerlicher Hitzewellen epidemisch auf. Ihr jährliches Auftreten kann stark schwanken, unter anderem abhängig von Anzahl, Dauer und Temperaturen der Hitzewellen. Hitzewellen führen allgemein zu einer Zunahme von Todesfällen, nicht nur durch Hitzschläge, sondern auch durch Herz-Kreislauf-Erkrankungen, Flüssigkeitsmangel und andere Erkrankungen, die sich durch Hitze verschlechtern. Die Gesamtzahl der Hitzetoten kann durch eine Berechnung der Übersterblichkeit geschätzt werden, der genaue Anteil der Hitzschläge an allen Todesfällen, oder auch nur die Gesamtzahl aller Hitzschläge kann dabei nicht genau ermittelt werden. Die dazu vorhandenen Zahlen unterschätzen wahrscheinlich sowohl die Zahl aller Hitzschläge, als auch die Todesfälle, und sind daher mit Vorsicht zu interpretieren. Der bislang folgenschwerste Sommer in Europa war die Hitzewelle von 2003 mit über 70.000 Hitzetoten, davon geschätzt 7.600 in Deutschland. Von 14.539 zusätzlichen Todesfällen in Frankreich mit bekannten Todesursachen wurden 1.313 (9 %) auf klassische Hitzschläge zurückgeführt.
Die Zahl und Intensität der Hitzewellen hat in der Vergangenheit zugenommen. Aktuell sind etwa 30 % der Weltbevölkerung an mehr als zwanzig Tagen im Jahr potenziell tödlicher Hitze ausgesetzt. Bis 2100 könnte dieser Anteil im günstigsten Fall bei ca. 50 % liegen. Bei weiter steigendem Treibhausgasausstoß könnte er auch auf etwa 75 % steigen. Hitzschläge und andere hitzebedingte Tode werden damit zu einer globalen Herausforderung für die Gesundheitssysteme.
Ein erhöhtes Risiko für klassische Hitzschläge haben präpubertäre Kinder, sowie Ältere, die vorerkrankt und wenig wohlhabend sind und alleine leben. Die höchsten Risiken für einen hitzebedingten Tod (inklusive Tod durch Hitzschlag) bringen Bettlägerigkeit, die Unfähigkeit, täglich das Zuhause zu verlassen sowie Pflegebedürftigkeit. Darauf folgen psychiatrische Erkrankungen (weil viele hier eingesetzte Medikamente in die Wärmeregulation des Körpers eingreifen) sowie Erkrankungen des Herz-Kreislauf-Systems und der Lungen. Auch Medikamente wie Betablocker, Diuretika und weitere werden aufgrund meist theoretischer Überlegungen zu ihrer Wirkung als Risikofaktoren angesehen.

### Anstrengungsbedingter Hitzschlag
Anstrengungsbedingte Hitzschläge sind durch körperliche Anstrengung verursacht, sie treffen Amateur- und Profisportler, Rekruten in der Grundausbildung und Arbeiter, die körperlich schwer arbeiten. Belastbare Zahlen für die Häufigkeit anstrengungsbedingter Hitzschläge gibt es nicht, da sie insgesamt selten sind. Die meisten Studien dazu erfassen sie gemeinsam mit anderen Hitzeschäden und schlüsseln die Unterarten nicht weiter auf. Zwei Studien an Straßenläufern fanden Raten von 1,0 respektive 2,13 Hitzschlägen auf 1000 Läufer im Ziel. Hitzschläge werden für etwa 2 % aller Todesfälle unter jungen Sportlern in den USA verantwortlich gemacht, was sie zur vierthäufigsten Todesursache nach dem plötzlichen Herztod (56 %), Unfällen (22 %) und Commotio Cordis (3 %) macht.
Zu den individuellen Risikofaktoren für einen anstrengungsbedingten Hitzschlag gehören eine mangelhafte Akklimatisierung an hohe Temperaturen, ein aktiver fieberhafter Infekt, Hautkrankheiten (insbesondere Sonnenbrand und Anhidrose, die Unfähigkeit zu Schwitzen), Dehydratation, Schlafmangel, Alkoholkonsum, mangelnde Fitness, Übergewicht und kardiovaskuläre Erkrankungen, sowie übermäßiger Ehrgeiz und Druck durch Umstehende und Übungsleiter, über die Grenzen der eigenen Leistungsfähigkeit zu gehen. Insbesondere für schlechte Fitness und Übergewicht wurde nachgewiesen, dass sie die Hitzetoleranz deutlich verschlechtern. Untrainierte Übergewichtige haben bei sportlicher Anstrengung ein acht Mal so hohes Risiko für alle Arten von Hitzeschäden. Auch eine Prädisposition für Maligne Hyperthermie soll das Risiko für einen anstrengungsbedingten Hitzschlag erhöhen. Die äußeren Risikofaktoren betreffen unter anderem die Trainingsintensität, schwere Ausrüstung und Bekleidung, ungenügende Ruhepausen und andere Aspekte der Trainingsgestaltung. Auch hohe Umgebungstemperaturen und hohe Luftfeuchtigkeit tragen zu einem Hitzschlag bei Anstrengung bei, ein anstrengungsbedingter Hitzschlag kann aber grundsätzlich unter allen Witterungsbedingungen auftreten.

## Abweichende Körperfunktionen und deren Ursachen (Pathophysiologie)

### Wärmeabgabe
Der Körper produziert permanent Wärme, in Ruhe zu 80 % in den inneren Organen, bei körperlicher Betätigung kann der Anteil der Skelettmuskulatur an der Gesamtwärmeproduktion auf bis zu 90 % steigen. Die Körpertemperatur wird von Zentren im Gehirn (genauer im Hypothalamus) überwacht. Steigt sie zu hoch, werden von dort aus Gegenmaßnahmen veranlasst. Diese betreffen das Verhalten (z. B. das Entfernen von Kleidung und das Aufsuchen eines kühleren Ortes) und das vegetative Nervensystem. Durch letzteres wird zunächst über eine Weitstellung von Arterien (Vasodilatation) in der Haut deren Durchblutung gesteigert, insbesondere an den Extremitäten. Es verbleibt auch mehr Blut im venösen Gefäßsystem der Haut (sog. venöses Pooling). Dadurch wird mit dem Blut Wärme vom Körperkern an die Oberfläche transportiert, wo sie über Konduktion, Konvektion und Infrarotstrahlung an die Umgebung abgegeben wird. Diese Mechanismen funktionieren umso besser, je kühler und windiger die Umgebung ist. Hohe Umgebungstemperaturen (ab ca. 36 °C) führen dagegen über die gleichen Mechanismen zur Wärmeaufnahme des Körpers. Als Gegenmaßnahme vermittelt das vegetative Nervensystem das Schwitzen, das bei einer Hauttemperatur von etwa 35,5 °C (die sogenannte Schwitzschwelle) einsetzt. Das Verdunsten des Schweißes kühlt die Haut und das sie durchströmende Blut. Bei hohen Temperaturen kommt dem Schwitzen die zentrale Rolle in der Temperaturregulation zu. Eine hohe Luftfeuchtigkeit erschwert die Wärmeabgabe über das Schwitzen.
Die zusätzliche Durchblutung der Haut stellt eine Belastung für das Herz dar, das mehr pumpen muss: das Herzzeitvolumen kann sich verdoppeln. Zudem fließt durch das angesprochene venöse Pooling weniger Blut zum Herzen zurück, wodurch die Vorlast sinkt. Außerdem verringert sich durch das Schwitzen das Blutvolumen. Das Herz kann die nötige Erhöhung des Herzzeitvolumens nur über eine höhere Herzfrequenz (Tachykardie) und eine kräftigere Muskelkontraktion erreichen. Diese zusätzliche Belastung kann von kranken Herzen (zum Beispiel mit Koronarer Herzkrankheit) nur eingeschränkt getragen werden. Das erklärt, warum Herzerkrankungen das Risiko für Hitzschläge erhöhen, und es zur Verschlechterung der Krankheit oder zum Tod kommen kann. Kinder hingegen sind deswegen stärker gefährdet, weil sie eine im Vergleich zur Körpermasse große Oberfläche haben, über die sie Wärme leichter aufnehmen. Gleichzeitig haben sie aber ein geringeres Blutvolumen und eine geringere Schweißproduktion, was ihre Wärmeabgabe limitiert.
Bei der langfristigen Akklimatisierung an Hitze sinkt die Schwitzschwelle, die maximal abgegebene Schweißmenge steigt, und der Elektrolytgehalt des Schweißes sinkt. Letzteres bedeutet zum einen, dass der Körper weniger Elektrolyte durch das Schwitzen verliert, zum anderen verdunstet der elektrolytarme Schweiß leichter. Außerdem werden mehr Plasmaproteine gebildet, was das Blutvolumen vergrößert und damit das Herz-Kreislauf-System an die oben beschriebene Belastung angepasst.
Beim Hitzschlag reichen die Möglichkeiten des Körpers zur Wärmeabgabe nicht mehr aus, um die Körpertemperatur zu senken. Der entscheidende Unterschied zwischen dem klassischen und dem anstrengungsbedingten Hitzschlag ist, dass die anfallende Wärme beim anstrengungsbedingten Hitzschlag wesentlich von der Skelettmuskulatur produziert wird, während es beim klassischen Hitzschlag die hohen Umgebungstemperaturen sind, die die normale Thermoregulation behindern und zum Überhitzen des Körpers führen.

### Hitzeschockantwort
Die Proteine des menschlichen Körpers funktionieren nur in einem engen Temperaturrahmen optimal, Abweichungen von dieser Temperatur beeinträchtigen sie. Bei Hitze (ab etwa 40 °C) kann sich die Tertiärstruktur von Proteinen verändern. Sie können sich entfalten, falsch falten und Aggregate bilden, was die Funktionsfähigkeit der Zellen bedroht. Dies aktiviert ein Schutzprogramm, die Hitzeschockantwort. Dabei werden (unter anderem) Hitzeschockproteine produziert, die anderen Proteinen bei der Faltung helfen, und nicht mehr reparable Proteine zum Abbau markieren. Es werden auch weitere zelluläre Schutzprogramme induziert, zum Beispiel zur Stabilisierung des Cytoskeletts und zum Schutz der DNA und des Chromatins. Im Alter wird die Hitzeschockantwort ineffizienter, weswegen Alter ein Risikofaktor für einen Hitzschlag ist.

### Hitzetoxizität und systemische Immunreaktion
Werden die zellulären und molekularen Schutzmechanismen gegen Hitze überfordert, werden viele Körperzellen irreparabel geschädigt, sodass sie kontrolliert (Apoptose) oder unkontrolliert (Nekrose) absterben. Durch die Zellschäden werden unter anderem proinflammatorische Zytokine und andere Moleküle (sogenannte DAMPs und PAMPs) freigesetzt, die eine starke Aktivierung des angeborenen Immunsystems bewirken (SIRS). Das führt zu einer Schädigung der Zellen, die die Blutgefäße von innen auskleiden (Endothel) und zu einem sogenannten Kapillarleck, wobei die kleinsten Blutgefäße (Kapillaren) durchlässig werden, wodurch Immunzellen und Flüssigkeit ins umliegende Gewebe treten können. Gleichzeitig wird die Gerinnung aktiviert, was Blutplättchen und Gerinnungsfaktoren verbraucht. Hierdurch bilden sich in schweren Fällen überall kleine Thrombosen, andererseits kommt es zu diffusen Einblutungen (DIC). Es ist die undifferenzierte Entzündungsreaktion des Immunsystems, die weitere Schäden in den Organen anrichtet, was wiederum die Immunaktivität verstärkt. Es bildet sich ein Teufelskreis aus Schäden durch das Immunsystem und einer Verstärkung der Immunreaktion. Die oben beschriebenen Vorgänge finden generalisiert im ganzen Körper statt. Dementsprechend findet man in den Organen der nach einem Hitzschlag Verstorbenen ausgebreitete Mikrothrombosen, Einblutungen, apoptotische und nekrotische Zelltode und Muster der Schädigung durch das Immunsystem.
Es ist diese Immunreaktion, die den Hitzschlag von anderen hitzebedingten Erkrankungen wie dem Hitzekollaps oder der Hitzeerschöpfung unterscheidet.

## Symptome
In zwei von drei Fällen treten die Symptome des Hitzschlags plötzlich und ohne Vorwarnung auf. Bei den übrigen Fällen kann es eine Prodromalphase geben, zu der unspezifische Symptome wie Unwohlsein, Ohnmachtsanfälle, Kopfschmerzen oder innere Unruhe gehören, sowie mildere Hitzeschäden, die sich zu einem Hitzschlag entwickeln. Der Beginn dieser Symptome kann dem Hitzschlag um Minuten, Stunden oder sogar Tage vorausgehen.
Die Hauptsymptome des Hitzschlags (neben der hohen Körpertemperatur >40 °C) gehen auf die Störung des Zentralnervensystems zurück: Verwirrtheit, Delir, Bewusstseinsverlust bis hin zum Koma, und gelegentlich generalisierte Krampfanfälle. Ein großer Teil der Patienten hat Herzrasen (Tachykardie) und einen niedrigen Blutdruck (arterielle Hypotonie), in schweren Fällen kommt es zum Schock. Ebenfalls häufig ist eine beschleunigte Atmung (Tachypnoe). Ein weiteres häufiges Symptom ist Durchfall. Die Haut ist gerötet und verschwitzt, bei klassischen Hitzschlägen kann sie aber auch blass und trocken sein. Die meisten Symptome, insbesondere die des zentralen Nervensystems, bessern sich bei einer Normalisierung der Körpertemperatur wieder.

## Organkomplikationen
Durch die oben beschriebenen Prozesse können viele Organe in Mitleidenschaft gezogen werden. Das Spektrum reicht von milden Funktionseinschränkungen einzelner Organe bis zum Multiorganversagen und Tod bei längerem Verlauf der Erkrankung.
Zentrales Nervensystem
Das Gehirn reagiert sehr sensibel auf eine Hyperthermie, weswegen neurologische Symptome und Beeinträchtigungen des Bewusstseins praktisch immer vorhanden sind. Die Schäden treten vor allem im Kleinhirn auf. In schweren Fällen bildet sich ein Hirnödem. Mancherorts ist zu lesen, dass ein Schaden im Hypothalamus verantwortlich sei für eine ausbleibende Wärmeregulation, dafür gibt es jedoch keine Belege.
Herz-Kreislauf-System
Wie oben beschrieben stellt die Thermoregulation eine Belastung für das Herz dar. Durch die systemische Entzündungsreaktion stellen sich überall im Körper Arterien weit und es geht Blutvolumen durch Flüssigkeitsaustritt ins Gewebe verloren. Daher ist beim Hitzeschlag meistens der Herzschlag beschleunigt und der Blutdruck niedrig. In schweren Fällen kommt es zum Schock. Bei Jüngeren mit einem anstrengungsbedingten Hitzschlag ist dies eher ein distributiver Schock (ähnlich einem septischen Schock) mit hoher Pumpleistung des Herzens. Bei Älteren mit einem klassischen Hitzschlag liegt eher ein kardiogener Schock mit verminderter Pumpleistung des Herzens vor.
Lunge
Durch die Hitze beschleunigt sich die Atmung, es kommt zur Hyperventilation und zur respiratorischen Alkalose. Auch ein Sauerstoffmangel im Blut (Hypoxie) kann auftreten. In schweren Fällen entwickeln sich Lungenödem, Nekrosen oder ein Lungenversagen (ARDS). Durch Bewusstlosigkeit und Krampfanfälle kann Mageninhalt aspiriert werden und zur Aspirationspneumonie führen.
Magen-Darm-Trakt
Eine milde Schädigung der Leber ist sehr häufig, selten schreitet sie bis zum Leberversagen fort. Die Darmdurchblutung wird bei Hyperthermie zunächst weit verringert, um die Durchblutung der Haut zu gewährleisten. Man vermutet, dass die Minderdurchblutung in Kombination mit der Überhitzung die Barrierefunktion der Darmschleimhaut stört, wodurch bakterielle Endotoxine ins Blut gelangen und die systemische Entzündungsreaktion weiter anfachen können. Es kommt zu Durchfall.
Nieren
Eine Nierenschädigung ist typisch. Meistens kommt es zu einer vorübergehenden Störung der Filterfunktion, wodurch auch größere Proteine in den Urin gelangen (Albuminurie). Bei bis zu 25 % kommt es zum akuten Nierenversagen, was eine Vielzahl möglicher Ursachen haben: unter anderem direkte Schäden durch Hitze, Schock, disseminierte intravasale Gerinnung und Rhabdomyolyse. In schweren Fällen muss dialysiert werden.
Skelettmuskeln
Die Skelettmuskulatur hat eine an sich hohe Hitzetoleranz. Gelegentlich kann es aber zu einem Untergang der Muskelzellen, einer Rhabdomyolyse, kommen. Warum, ist nicht ganz klar, es gibt aber verschiedene Faktoren, die eine Rolle spielen könnten: eine erhöhte Muskelspannung, eine Minderdurchblutung oder genetische Varianten an Calcium-Kanälen, die eine wichtige Rolle für die Muskelfunktion spielen.

## Diagnosestellung
Die Diagnose ist gesichert, wenn die Körpertemperatur über 40 °C liegt (vorzugsweise wiederholte rektale Messung), neurologische Symptome wie oben beschrieben vorliegen, und die hohe Körpertemperatur entweder auf hohe Umgebungstemperaturen oder starke körperliche Anstrengung (oder die Kombination aus beidem) zurückgeführt werden kann. Eine gemessene Körpertemperatur unter 40 °C schließt einen Hitzschlag allerdings nicht aus, da die Temperaturmessung verfälscht oder der Körper schon wieder abgekühlt sein kann. Bei entsprechenden Symptomen und passenden Umständen sollte trotzdem von einem Hitzschlag ausgegangen werden. Gleichzeitig können Sportler durchaus eine Körpertemperatur über 40 °C haben, ohne dass ein Hitzeschaden vorliegt.

## Differentialdiagnosen
Als Differentialdiagnosen kommen alle Erkrankungen in Betracht, die eine ähnliche Symptomatik zeigen. Dazu gehören auch, aber nicht nur: Meningitis, Enzephalitis, Epilepsie, Drogen und Medikamente (z. B. MDMA, Kokain und Amphetamine, Malignes Neuroleptika-Syndrom), schwere Dehydratation und andere Syndrome (z. B. Thyreotoxische Krise, Serotoninsyndrom, perniziöse Katatonie).

## Therapie
Entscheidend ist der zügige Beginn von kühlenden Maßnahmen noch vor Ort, denn je länger die Körpertemperatur über 40 °C liegt, desto größer sind die Schäden an den Organen, und umso schlechter sind die Heilungsaussichten. Im Idealfall gelingt es, die Körpertemperatur innerhalb von 30 Minuten auf Werte von 38–39 °C zu senken. Maßgebend für den Erfolg ist ein möglichst großer Temperaturunterschied zwischen dem überhitzten Körper und der kühlenden Umgebung. Mittel der Wahl ist daher das Eintauchen des ganzen Körpers in Eiswasser. Weniger wirksam ist kühles Wasser aus der Leitung, das Auflegen von Kühlakkus, oder das Besprühen der Haut mit Wasser und Beströmen mit Luft. Wenn Kühlakkus verwendet werden, sollten sie in den Achseln, den Leisten und am Hals platziert werden, wo unter der Haut große Blutgefäße verlaufen. Bei jungen Menschen, die einen anstrengungsbedingten Hitzschlag erlitten haben, hat das Eiswasserbad nachweislich die besten Heilungsaussichten und kann sicher angewendet werden. Beim klassischen Hitzschlag konnte für keine Kühlmethode eine eindeutige Überlegenheit gezeigt werden, auch ein pragmatischer Ansatz mit Kühlakkus, Benässen des Körpers und Beströmen mit Luft (z. B. durch einen Ventilator) kann also sinnvoll sein. Womit gekühlt wird, hängt auch von der Verfügbarkeit (z. B. von Eiswasser) ab. Die Kühlmaßnahmen sollten beendet werden, wenn die Körpertemperatur bei 38–39 °C liegt, weil es durch den weiteren Rückstrom von kaltem Blut von der Haut zum Körperkern sonst zeitversetzt zu einer Unterkühlung kommen kann. Eine medikamentöse Alternative zur physikalischen Kühlung gibt es nicht.
Die weiteren Therapien richten sich nach den Symptomen und Komplikationen. Im Falle eines Herz-Kreislauf-Stillstands hat die Herz-Lungen-Wiederbelebung Vorrang vor den Kühlmaßnahmen. Bei Krampfanfällen können Benzodiazepine eingesetzt werden. Wer einen Hitzschlag erlitten hat, wird in der Regel danach stationär im Krankenhaus überwacht, damit ein sich möglicherweise entwickelndes (Multi-)Organversagen erkannt und rechtzeitig behandelt werden kann. Nach einem anstrengungsbedingten Hitzschlag sollte eine einwöchige Schonungsphase eingelegt werden. Danach kann über zwei bis vier Wochen die Belastung wieder gesteigert werden.

## Prognose
Die Angaben zur Sterblichkeit nach Hitzschlägen liegen weit auseinander. In Japan wurde ermittelt, dass 7,1 % der Patienten im Krankenhaus sterben. Nach der Hitzewelle in Frankreich 2003 wurde ermittelt, dass nach 28 Tagen bzw. zwei Jahren 59 respektive 71 % der Opfer verstorben waren, was allerdings nach Einschätzung der Wissenschaftler auch an der damals mangelnden Erfahrung im Umgang mit Hitze und hitzebedingten Erkrankungen lag. Allgemein geht man bei Älteren mit klassischen Hitzschlägen von einer Sterblichkeit über 50 % aus. Die Prognose des anstrengungsbedingten Hitzschlags ist besser, hier liegt die Sterblichkeit bei unter 5 %. Bei anstrengungsbedingtem Hitzschlag kann die Überlebensrate auf 100 % steigen, wenn eine schnelle Kühlung auf unter 39 °C gelingt. 10–28 % der Überlebenden haben kognitive Einschränkungen (wie Konzentrationsschwäche) oder motorische Störungen (wie zerebelläre Ataxie, oder Dysarthrie) und einen Gedächtnisverlust (anterograde Amnesie). Die meisten Schäden sind im Kleinhirn lokalisiert. Die Probleme können einige Wochen bis Monate anhalten.

## Vorbeugung
Hitzschläge gelten als vermeidbar.
Es gibt eine Reihe von allgemeinen Verhaltensmaßregeln in Hitzewellen, die vor allen Arten von Gesundheitsschäden durch Hitze schützen. So sollte man sich in klimatisierten Räumlichkeiten aufhalten. Steht eine heimische Klimaanlage nicht zur Verfügung und die Wohnung heizt sich stark auf, sollten zeitweise klimatisierte Räumlichkeiten (z. B. Einkaufszentren) aufgesucht werden, da auch diese kurzen Aufenthalte in kühler Luft den Körper bei der Regulation der Körpertemperatur unterstützen. Ventilatoren, zusätzliche kalte Duschen oder Bäder und das Aufsprühen von Wasser auf die Haut können ebenfalls helfen. Außerdem sollte ausreichend getrunken und übermäßige körperliche Anstrengung gemieden werden. Die Kleidung sollte hell und luftig sein. Nachbarn und Angehörige sollten auf besonders gefährdete Menschen wie alleinlebende Ältere, die ihre Wohnung nur noch selten verlassen, Acht geben. Die amerikanischen Zentren für Krankheitskontrolle und -prävention CDC empfehlen allen über 65-jährigen, sich während Hitzewellen zwei Mal täglich von Verwandten oder Freunden anrufen zu lassen, damit eine Verschlechterung des Gesundheitszustands rechtzeitig erkannt werden kann.
Für den sportlichen Bereich gilt eine Anpassung der Belastung an die klimatischen Bedingungen, eine ausreichende Trinkmenge, präventive kühlende Maßnahmen und ausreichende Ruhephasen. Wird ein Training unter heißen Bedingungen aufgenommen, sollte zunächst eine 10–14 Tage dauernde Hitzeakklimatisierung erfolgen. Trainer und Sportler sollten ein Bewusstsein für Hitzegefahren haben sowie die Risiken für einen Hitzeschaden und dessen Anzeichen kennen und darauf vorbereitet sein, indem Maßnahmen zur Kühlung bereitgestellt werden.

## Historische Perspektive
Hitzschläge als gesundheitliches Problem bei arbeitenden Menschen und Militärangehörigen lassen sich in der schriftlich fixierten Geschichte weit zurückverfolgen. Im Turiner Papyrus (ca. 12. Jahrhundert v. Chr.) wird beschrieben, dass sich die Arbeitszeiten auf je vier Stunden am Morgen und am Nachmittag verteilten, mit einer längeren Pause in der Mittagszeit – wohl, um Hitzschlägen (und anderen Hitzeschäden) vorzubeugen.
Tödliche Hitzschläge finden in der Bibel respektive dem Tanach Erwähnung. Im 2. Buch der Könige aus dem 6. Jhd. v. Chr. wird geschildert, wie ein Kind auf dem Feld zusammenbricht und nach kurzer Zeit stirbt (2 Kön 4,18-20 ), was von manchen Lesern als Hitzschlag interpretiert wird. Der Junge kann allerdings durch göttliches Eingreifen wiederbelebt werden (2 Kön 4,32-36 ). Im Buch Judit aus dem ersten vorchristlichen Jahrhundert stirbt Judits Ehemann Manasse bei der Feldarbeit an einem Hitzschlag (Jdt 8,2-3 ).
Zum Zeitpunkt der Abfassung dieses biblischen Buches war das Erkrankungsbild in der antiken Medizin gut bekannt. Im Corpus Hippocraticum findet sich eine Beschreibung ca. aus dem Jahr 400 v. Chr., wie starke Sonneneinstrahlung zu Fieber und Krampfanfällen führt. Die antiken Griechen, Römer und Ägypter brachten die Zeit der größten Sommerhitze mit dem heliakischen Aufgang des „Hundsterns“ Sirius (damals im Juli) in Verbindung. Wegen dieser Verbindung zwischen dem Aufgang des Sirius und der Hitze der sprichwörtlichen „Hundstage“ wurden Hitzschläge in der Antike oft als Siriasis bezeichnet. Hitzschläge als militärisch relevantes Problem wurden erstmals von Herodot (5. Jhd. v. Chr.) beschrieben: Die Soldaten Spartas und Athens litten unter der Kombination aus hohen Umgebungstemperaturen, Rüstung und schwerem Gepäck. Alexander der Große musste für seine Feldzüge im 4. Jhd. v. Chr. auf die Gefahr von Hitzschlägen in seiner Armee Rücksicht nehmen. Aelius Gallus, Präfekt der römischen Provinz Ägypten, scheiterte um 24 v. Chr. mit einem Feldzug zur Eroberung der südlichen Arabischen Halbinsel (Arabia Felix). Nach einem Bericht des Cassius Dio wurden die Legionäre durch den Einfluss der Wüste und der Sonne von einem tödlichen Leiden getroffen, wodurch Gallus einen Großteil seiner Armee verlor. Derartig geschwächt, wurde sie von den Verteidigern zurückgeschlagen.
Als Therapie empfahl Hippokrates, den Körper mit kaltem Wasser zu übergießen – aus heutiger Sicht eine sinnvolle Therapie. Das einzige Gegenmittel für die Krankheit, welche die römische Legion des Aelius Gallus dezimierte, war laut Cassius Dio eine Mischung aus Wein und Olivenöl, die getrunken oder auf die Haut aufgetragen wurde. Für die meisten Soldaten war sie jedoch nicht verfügbar (kaltes Wasser allerdings auch nicht). Der Aderlass, der auf der insbesondere in den Schriften Galens begründeten Viersäftelehre beruht, wurde erst in späteren Jahrhunderten zur Therapie des Hitzschlags propagiert.
Der Kanon der Medizin, geschrieben im frühen 11. Jahrhundert n. Chr. vom persischen Universalgelehrten und Arzt Ibn Sīnā (latinisiert Avicenna), stellt das (insbesondere auf Galens Schriften beruhende) zeitgenössische medizinische Wissen in der islamischen Welt dar. In seiner lateinischen Übersetzung wurde der Kanon für die europäische Medizin ab dem 14. Jahrhundert prägend. Darin werden auch verschiedene vorbeugende Maßnahmen und Therapien für Hitzschläge genannt. Zum Schutz vor Hitze und Sonne wird das Einreiben der Brust mit Portulak-Saft oder Sand-Wegerich-Schleim empfohlen. Um die Belastungen von Reisen in der Hitze zu mildern, soll Rosenöl mit Veilchen auf die Haut aufgetragen werden – oder man in kaltem Wasser schwimmen. Auch das Benetzen von Kopf und Gliedmaßen mit kaltem Wasser und der Aufenthalt im Kühlen findet eine Empfehlung. Von Geschlechtsverkehr wird jedoch abgeraten. Bei Hitzschlag sollen der Konsum von gesalzenem Fisch, verdünntem Wein und saurer Buttermilch helfen. Im Kanon der Medizin findet sich auch erstmals die Vorstellung, dass das Trinken von kaltem Wasser bei einem Hitzschlag schädlich sei und zu einem tödlichen Schock führen könne. Es sei besser, den Mund mit Wasser nur auszuspülen. Diese Ansicht wurde bis ins 20. Jahrhundert hinein in der westlichen Medizin vertreten.

## Weiterführende Literatur und Weblinks
Weblinks
- Sibylle Wilke: Gesundheitsrisiken durch Hitze. In: umweltbundesamt.de. 7. Januar 2022, abgerufen am 31. März 2022.
- Hitzefolgekrankheiten. In: rki.de. Robert Koch-Institut, 15. Juni 2021, abgerufen am 31. März 2022.
- Klimawandel und Gesundheit – wenn Hitze zum Risiko wird. In: patienten-information.de. Bundesärztekammer & Kassenärztliche Bundesvereinigung, Mai 2021, abgerufen am 31. März 2022.
- Ulrich Lindemann, Patrick Roigk: Alter + Hitze: Tipps zur Vermeidung von gesundheitlichen Schäden. In: bundesgesundheitsministerium.de. Abgerufen am 27. März 2022.
- Walter E. Haefeli, David Czock: Heidelberger Hitze-Tabelle, Arzneistoffe mit potenziellen Risiken in Hitzewellen (PDF-Datei). In: dosing.de (Universitätsklinikum Heidelberg). 26. April 2024, abgerufen am 11. Juli 2024.

Fachartikel auf Deutsch
- Dieter Leyk, Joachim Hoitz, Clemens Becker, Karl Jochen Glitz, Kai Nestler, Claus Piekarski: Gesundheitsgefahren und Interventionen bei anstrengungsbedingter Überhitzung. In: Deutsches Ärzteblatt international. 5. August 2019, ISSN 1866-0452, doi:10.3238/arztebl.2019.0537, PMID 31554541, PMC 6783627 (freier Volltext).
- R. Jendyk, P. Maisel: Hitzebedingte Gesundheitsstörungen in der hausärztlichen Praxis. DGAM S1-Handlungsempfehlung, Stand 06/2020, AWMF-Registernummer 053-052. Langfassung (PDF), Kurzfassung, Patienteninformation.

Fachartikel auf Englisch
- Abderrezak Bouchama, James P. Knochel: Heat Stroke. In: New England Journal of Medicine. Band 346, Nr. 25, 20. Juni 2002, ISSN 0028-4793, S. 1978–1988, doi:10.1056/NEJMra011089, PMID 12075060.
- Abderrezak Bouchama, Bisher Abuyassin, Cynthia Lehe, Orlando Laitano, Ollie Jay: Classic and exertional heatstroke. In: Nature Reviews Disease Primers. Band 8, Nr. 1, 3. Februar 2022, ISSN 2056-676X, S. 1–23, doi:10.1038/s41572-021-00334-6.
- Yoram Epstein, Ran Yanovich: Heatstroke. In: New England Journal of Medicine. Band 380, Nr. 25, 20. Juni 2019, ISSN 0028-4793, S. 2449–2459, doi:10.1056/NEJMra1810762.

Fachartikel zur Medizingeschichte
- Douglas J. Casa, Lawrence E. Armstrong, Robert Carter, Rebecca Lopez, Brendon Mcdermott: Historical Perspectives on Medical Care for Heat Stroke, Part 1: Ancient Times Through the Nineteenth Century: A Review of the Literature. In: Athletic Training & Sports Health Care. Band 2, Nr. 3, Januar 2010, ISSN 1942-5864, S. 132–138, doi:10.3928/19425864-20100428-07.
- Douglas J. Casa, Lawrence E. Armstrong, Robert Carter, Rebecca Lopez, Brendon McDermott: Historical Perspectives on Medical Care for Heat Stroke, Part 2: 1850 Through the Present: A Review of the Literature. In: Athletic Training & Sports Health Care. Band 2, Nr. 4, Juli 2010, ISSN 1942-5864, S. 178–190, doi:10.3928/19425864-20100514-01.